# Ceramida malacensis
Ceramida malacensis es una especie de coleóptero de la familia Scarabaeidae.

## Distribución geográfica
Habita en el paleártico: la mitad sur de la península ibérica y el Magreb.